# Ксерография
Ксерография (на старогръцки: ξερός [kseros], на латински: xeros „сух“ + на старогръцки: γραφω – пиша, наричан и електрография) е метод за репрография (факсимилно копиране), използващ електрически заряд за пренос на тонера (сухото мастило). Лазерните принтери и копирните машини работят на принципа на електрографията.

## История
Ксерографията е изобретена от американския изобретател и физик Честър Карлсън, в значителна степен основавайки се на работата на унгарския физик, инженер от компанията Tungsram Пал Селени (на унгарски: Pál Selényi). Това може би е причината, поради която някои хора наричат именно Селени „баща на ксерографията“. През 30-те години на XX век Карлсън прочита статия на Селени, посветена на сухото електрокопиране, и е силно впечатлен. Карлсън усъвършенства идеята и заедно с бежанеца от Австрия Ото Корнеи прави първия отпечатък в домашната лаборатория на Карлсън в Ню Йорк на 22 октомври 1938 г. Патентът за тази технология е издаден на 6 октомври 1942 г.
Дълго време Карлсън безуспешно се опитва да въведе изобретението си, доказвайки, че то е абсолютно необходимо за бизнеса, но навсякъде е отхвърлен с мотива, че изобретението му е твърде обемисто и зацапва листовете и че човек може да се справи много по-добре с копирането. Късметът му се усмихва през 1944 г. в Мемориалния институт Бател (Battelle Memorial Institute), намиращ се в Охайо. Там му предлагат да усъвършенства технологията и дори намират точната дума за наименованието на този процес – „електрофотография“. След това Haloid Company придобива лиценза за по-нататъшно разработване и производство на копирни машини. Тогава е решено, че думата „електрофотография“ е твърде научна и може да отблъсне потенциалните купувачи. Местен професор филолог помага да се намери по-добро име. Той измислил термина „ксерография“ – от старогръцки: ξερός (ксерос) „сух“ и γράφω (графо), „писане“, а след това самият изобретател Карлсън съкращава думата на просто xerox. В резултат на това през 1948 г. на пазара се появяват първите ксерокс машини, а първият модел е наречен Модел А. След като през 1959 г. е пуснат първият напълно автоматичен модел Xerox 914, фирмата Haloid променя името си на Xerox Corporation.

## Опростен принцип на ксерографията
Преди отпечатване фотобарабанът се зарежда с помощта на коротрон – проводник, захранван с високо напрежение, предизвиквайки коронен разряд, който прехвърля заряда от проводника към барабана. След това барабанът се експонира чрез светлина, отразена от оригинала, или чрез изображение, формирано от лазерен лъч или линия от светодиоди. Покритието на фотобарабана губи своите диелектрични свойства на местата, изложени на светлина, което води до изтичане на тези места на електрическия заряд към маса.
На следващия етап изображението се проявява. Фотобарабанът преминава през ролка с прахообразен тонер или в някои случаи с течен тонер. Тонерът от ролката на проявителя се прехвърля към заредените зони на барабана за изображения благодарение на противоположния им заряд. На този етап е важно да се гарантира, че тонерът е равномерно разпределен по повърхността на барабана.
След това барабанът се прекарва върху листа хартия или друг носител, върху който ще се печата. Хартията при това също получава заряд с противоположен знак, като по този начин тонерът се пренася от повърхността на фотобарабана върху носителя, а самият барабан губи електрическия си заряд. Малко количество тонер остава върху барабана, така че след прехвърлянето на тонера барабанът трябва да се почисти и разреди с помощта на допълнителна лампа.
След отлагането тонерът трябва да се фиксира, защото в противен случай може лесно да падне. За тази цел листът хартия се прекарва между валяци, единият от които се нагрява, за да разтопи тонера и да го впие в листа. Ролката има термоустойчиво покритие, обикновено изработено от флуоропласт, което предотвратява залепването на тонера върху ролката.
По този начин веднага се формира позитивно изображение, което е удобно за копиране на документи, тъй като отпада етапът на получаване на негатив и последващо отпечатване на позитив от него, както е при химическата фотография. Електрографията обаче може да се използва и за отпечатване на положителни изображения от негативи, като например микрофилми. В този случай се използва тонер със същия заряд като фотобарабана, който се отблъсква от заредените зони, но се придържа към незаредените зони. Негативният процес не може да пренася градации на плътността и изисква екраниране, за да се отпечатат изображения в сива гама. В съвременните цифрови лазерни копирни машини и принтери тъмните части на изображението се отпечатват с лазерен лъч, а изображението се проявява чрез негативния процес. Този принцип увеличава живота на лазера, тъй като в повечето случаи тъмните части на отпечатъка заемат много по-малка площ.

## Многоцветно копиране
Многоцветното копиране увеличава значително сложността и разходите при проектирането на машината. За да се получи цветен печат, листът хартия трябва да премине последователно през четири или повече фотобарабана, като е важно изображенията да се подравнят точно на всички барабани и да се сведе до минимум загубата на тонер. За изтеглянето на хартията през барабаните се използва транспортна лента, към която листът хартия се притиска от електростатични сили. Грешката на съвпадение на цветовете обикновено е 2 – 4 пъти по-голяма, отколкото при офсетов печат.

## Цитирана литература
- Gairns, R.S. Chemistry and Technology of Printing and Imaging Systems.   Springer Netherlands, 2012. ISBN 9789401106016. p. 76−112.
- Kipphan, Helmut. Handbook of Print Media: Technologies and Production Methods.   Springer Berlin Heidelberg, 2014. ISBN 9783540299004.